# Touffécal
Touffécal is een gehucht in de Franse gemeente Fresnoy-Folny in het departement Seine-Maritime in Normandië. Het gehucht ligt tussen Fresnoy en Folny, een kilometer ten zuidwesten van Folny en minder dan een kilometer ten noordoosten van de dorpskern van Fresnoy.

## Geschiedenis
Oude vermeldingen van de plaats gaan terug tot de 12de eeuw als Torfrescalis en Touffreescales. De 18de-eeuwse Cassinikaart toont het gehucht Toufrecal.
Op het eind van het ancien régime eind 18de eeuw, toen de gemeenten werden gecreëerd, werd Touffécal ondergebracht in de gemeente Folny.
In 1823 werd Folny opgeheven en het gehucht Touffécal werd samen met Folny ondergebracht in de gemeente Fresnoy-Folny.
Bailly-en-Campagne · Folny · Fresnoy-Folny · La Londe · Touffécal